# Соловйов Юрій Пилипович
Юрій Пилипович Соловйов (20 серпня 1925, станція Богатоє Бузулуцького повіту Самарської губернії, тепер Богатовського району Самарської області, Російська Федерація — 2 жовтня 2011, місто Санкт-Петербург, Російська Федерація) — радянський партійний діяч, 1-й секретар Ленінградського міськкому КПРС, 1-й секретар Ленінградського обкому КПРС, міністр промислового будівництва СРСР. Член ЦК КПРС у 1976—1990 роках. Кандидат у члени Політбюро ЦК КПРС з 6 березня 1986 по 20 вересня 1989 року. Депутат Верховної Ради РРФСР 9-го скликання, член Президії Верховної Ради РРФСР у 1975—1980 роках. Депутат Верховної Ради СРСР 10—11-го скликань, член Президії Верховної Ради СРСР у 1986—1989 роках.

## Життєпис
Народився в родині службовця. У 1929 році разом із родиною переїхав до міста Ленінграда. До 1943 року навчався в середній школі, закінчив 9 класів.
У 1943—1944 роках служив у Радянській армії, учасник німецько-радянської війни; демобілізований після другого (важкого) поранення. З 1944 по 1946 рік працював військовим керівником у середній школі. Склав екстерном шкільні іспити.
У 1951 році закінчив Ленінградський інституту інженерів залізничного транспорту імені академіка В. Образцова, інженер шляхів сполучення по мостах і тунелях.
У 1952—1961 роках — начальник зміни, начальник дільниці, у 1961—1967 роках — головний інженер управлінні будівництва Ленінградського метрополітену «Ленметробуд».
Член КПРС з 1955 року.
У 1967—1973 роках — начальник управлінні будівництва Ленінградського метрополітену «Ленметробуд».
У 1973—1974 роках — заступник голови виконавчого комітету Ленінградської міської ради народних депутатів.
У 1974 — липні 1975 року — секретар Ленінградського обласного комітету КПРС.
22 липня 1975 — 19 квітня 1978 року — 2-й секретар Ленінградського обласного комітету КПРС.
19 квітня 1978 — 12 березня 1984 року — 1-й секретар Ленінградського міського комітету КПРС.
2 березня 1984 — 9 липня 1985 року — міністр промислового будівництва СРСР.
8 липня 1985 — 12 липня 1989 року — 1-й секретар Ленінградського обласного комітету КПРС.
З липня 1989 року — персональний пенсіонер союзного значення в Ленінграді. Працював в Ленбудкомітеті. 
До 1997 року — керуючий справами Санкт-Петербурзького регіонального центру АБ «Інкомбанк», очолював також експертну раду банку «Таврійський» у Санкт-Петербурзі.
Помер 2 жовтня 2011 року в Санкт-Петербурзі. Похований на Волковському православному цвинтарі.

## Нагороди
- три ордени Леніна (19.08.1975,)
- орден Жовтневої Революції
- орден Вітчизняної війни І ст. (11.03.1985)
- орден Трудового Червоного Прапора
- орден «Знак Пошани»
- медаль «За відвагу» (1951)
- медалі